# Marco Arpino
Marco Arpino (ur. 11 września 1966 w Rzymie) – włoski florecista, złoty medalista mistrzostw świata.
W 1985 roku zdobył indywidualnie brązowy medal na mistrzostwach świata juniorów w Arnhem.
Podczas mistrzostw świata w Atenach w 1994 roku Włosi w składzie: Marco Arpino, Andrea Borella, Stefano Cerioni i Alessandro Puccini zdobyli złoty medal w zawodach drużynowych. Był to jedyny medal wywalczony przez Arpino w zawodach tego cyklu.
Wystartował na igrzyskach olimpijskich w Barcelonie w 1992 roku, gdzie zajął szóste miejsce w zawodach drużynowych. Na rozgrywanych cztery lata później igrzyskach olimpijskich w Atlancie zajął 19. miejsce w zawodach indywidualnych i 8. w drużynowych.